# تشيستر هاردينغ (رسام)
تشيستر هاردينغ (بالإنجليزية: Chester Harding)‏ هو رسام أمريكي، ولد في 1 سبتمبر 1792 في كونواي في الولايات المتحدة، وتوفي في 1 أبريل 1866 في بوسطن في الولايات المتحدة.

## وصلات خارجية
- تشيستر هاردينغ على موقع الموسوعة البريطانية (الإنجليزية)